# Copromyces bisporus
Copromyces bisporus är en svampart som beskrevs av N. Lundq. 1967. Copromyces bisporus ingår i släktet Copromyces och familjen Sordariaceae.  Arten är reproducerande i Sverige. Inga underarter finns listade i Catalogue of Life.